# Адаптация (телесериал)
«Адапта́ция» — российский комедийный телесериал. Производством сериала занималась компания Good Story Media.
Премьера телесериала состоялась 6 февраля 2017 года в 20:00 на телеканале ТНТ. Новые серии выходили в эфир с понедельника по четверг в 20:30.
26 января 2017 года создатели официально заявили о том, что телесериал продлён на второй сезон.
Премьера второго сезона состоялась на ТНТ 18 марта 2019 года в 22:00. Новые серии выходили в эфир с понедельника по четверг.
Заключительная серия вышла в эфир 2 апреля 2019 года в 22:00.
2 апреля 2019 года в 22:30 на ТНТ был показан фильм о телесериале «Адаптация. Рассекреченные материалы».

## Сюжет
Центральное разведывательное управление США решает провести секретную операцию «Розильда», целью которой является сбор информации о новейшей российской технологии дешёвой добычи газа. По мнению американцев, применение данной технологии может привести к бурному экономическому росту России. Для того, чтобы предотвратить это и узнать обо всех подробностях этой разработки, в компанию «Газпром добыча ЯНАО» в городе Ноябрьске решено внедрить под видом русского инженера Олега Меньшова лучшего агента-нелегала ЦРУ Эштона Айви. По пути в Ноябрьск Эштон знакомится с Мариной и Валерой, дальнейшие взаимоотношения с которыми существенно осложняют проведение возложенной на него миссии.

## Персонажи

### В главных ролях
| Актёр                           | Роль |
| ------------------------------- | --- |
| Леонид Бичевин                  | Эштон Айви / Олег Иванович Меньшов агент ЦРУ / по легенде — инженер из Краснодара                                                              |
| Артур Бесчастный                | Валерий Леонидович Перцов (Валера) старший лейтенант ФСБ, «земляк» и приятель Олега                                                            |
| Евгения Брик                    | Марина Потеряева парикмахер в салоне «Силуэт» из Крыма, подруга и коллега Светы, возлюбленная Олега                                            |
| Анастасия Дубровская            | Светлана (Света) мастер ногтевого сервиса в салоне «Силуэт», подруга и коллега Марины, ждёт ребёнка от Валеры.                                 |
| Питер Джейкобсон                | Дойл Брансон полковник ЦРУ, руководитель операции «Розильда», начальник Эштона                                                                 |
| Брюс Джонсон                    | Майкл Харрисон руководитель ЦРУ, начальник Дойла и Эштона                                                                                      |
| Юрий Стоянов                    | Евгений Геннадьевич Евдокимов (ЕГ) подполковник, начальник отделения по городу Ноябрьску Ямало-Ненецкого АО РУ ФСБ России по Тюменской области |
| Александр Ильин                 | Владимир Николаевич Нагорняк генеральный директор «Газпром добыча ЯНАО», сити-менеджер Ноябрьска                                               |
| Нелли Уварова                   | Виктория Николаевна Горячёва (Вика) секретарь Владимира Нагорняка, любительница БДСМ, секретарь Елизаветы Титовой (2-й сезон)                  |
| Алексей Базанов                 | администратор компьютерного клуба «Бункер» |
| Александр Назаров               | Павел Михайлович Логунов заместитель Владимира Нагорняка, начальник отдела добычи «Газпром добыча ЯНАО»                                        |
| Сейдулла Молдаханов             | Хасава Окотетто отец Сатане, вождь ненцев |
| Аружан Джазильбекова            | Сатане Окотетто дочь Хасавы, влюблена в Олега, со 2-го сезона — третий учредитель «ТянзанГаза»                                                 |
| Иннокентий Дакаяров             | шаман ненцев |
| Даулет Абдыгапаров              | Ябко жених Сатане, сын шамана |
| Андрей Бурковский (1-й сезон)   | Роман муж Марины, вышедший из тюремного заключения по УДО                                                                                      |
| Олеся Судзиловская (2-й сезон)  | сотрудник ЦРУ ведёт допрос Олега в Лэнгли, окончила Рязанский пединститут                                                                      |
| Елена Полянская (2-й сезон)     | Елизавета Сергеевна (настоящее отчество — Александровна) Титова новый генеральный директор «Газпром добыча ЯНАО»                               |
| Екатерина Ванчугова (2-й сезон) | Алёна Кулик младший лейтенант ФСБ в Ноябрьске, переведена из Перми                                                                             |
| Виктор Добронравов (2-й сезон)  | Алексей Вьюгов (Алёша) старый знакомый Марины, бывший партнёр Романа, владелец сети магазинов бытовой техники                                  |
| Александр Лыков (2-й сезон)     | Александр Титов генерал из Москвы, отец Елизаветы                                                                                              |

### В ролях
| Актёр                          | Роль                                                |
| ------------------------------ | --------------------------------------------------- |
| Наталья Громушкина (2-й сезон) | Галина горничная и любовница Нагорняка, украинка    |
| Мария Токарева (2-й сезон)     | Линда помощник Брансона, лесбиянка                  |
| Елена Ласкавая (2-й сезон)     | Молли Брансон жена Брансона                         |
| Людмила Гнилова (2-й сезон)    | баба Тома                                           |
| Азамат Нигманов (2-й сезон)    | Вавля помощник Сатане                               |
| Алексей Дубровский (2-й сезон) | Руслан Семёнович директор Нефте-промышленного банка |
| Алексей Ильин (2-й сезонн)     | Сергей Зотов ситименеджер Ноябрьска, любовник Вики  |
| Ола Кейру (2-й сезон)          | агент ЦРУ в Лэнгли помощник при допросе             |

### В эпизодах
| Актёр                         | Роль  |
| ----------------------------- | ----- |
| Владимир Стогниенко (4 серия) | камео |

## Список сезонов
| Сезон | Сезон | Серии | Период трансляции        |
| ----- | ----- | ----- | ------------------------ |
|       | 1     | 17    | 6 февраля — 7 марта 2017 |
|       | 2     | 20    | 18 марта — 2 апреля 2019 |

### Эпизоды

#### Сезон 1
| № серии | Описание серии | Премьера        |
| ------- | --- | --------------- |
| 1       | В ЦРУ узнали, что в России разработана секретная технология сверхдешевой добычи газа. Чтобы выкрасть её, под видом инженера Олега Меньшова в нашу страну отправляется Эштон Айви — лучший агент ЦРУ. Он пока не подозревает, что едет за технологией, а найдет любовь и дружбу. | 6 февраля 2017  |
| 2       | Контрразведчики идут за Эштоном по пятам. Чтобы уйти от погони, он решает пустить их по ложному следу. | 6 февраля 2017  |
| 3       | Соседство с Валерой становится для Олега слишком опасным. Он должен найти себе новое жильё. Но от назойливой опеки земляка так просто не избавишься. | 7 февраля 2017  |
| 4       | Идёт уже вторая неделя пребывания в России, а Олег так и не может устроиться в «Газпром». Когда возникают варианты попасть туда по знакомству и по блату, он не знает, что выбрать. И чем в принципе отличаются варианты «по блату» и «по знакомству»?                          | 8 февраля 2017  |
| 5       | Наконец-то Олег в «Газпроме»! Первый день на рабочем месте. Правда почему-то оно расположено в подвале, а всю обстановку составляют старые бухгалтерские документы, засохший пакетик чая и кружка с надписью «Валентина». Надо оттуда срочно выбираться.                        | 9 февраля 2017  |
| 6       | Быть рядом с руководством «Газпрома» — для агента это одновременно хорошо и плохо. С одной стороны, ты ближе к секретной технологии, с другой — в любой момент можешь по любому поводу огрести от начальника и поставить выполнение задания под угрозу.                         | 13 февраля 2017 |
| 7       | День оленевода в ненецком поселке Тынзян — прекрасная возможность отдохнуть и развеяться в компании с любимой девушкой. Осталось только выбраться с праздника живым и здоровым.                                                                                                 | 14 февраля 2017 |
| 8       | Если Олег уговорит ненцев подписать договор с «Газпромом», он станет на шаг ближе к обладанию секретной технологией. Осталось всего-ничего: прекратить междоусобицу, длящуюся десятилетиями.                                                                                    | 15 февраля 2017 |
| 9       | Ненцы рвут все контакты с Олегом. Он теряет лицо перед начальством, и секретная технология отдаляется от него. Зато женщины так и липнут. | 16 февраля 2017 |
| 10      | Согласно статье 282 УК РФ возбуждение ненависти или вражды карается лишением свободы сроком до 6 лет. Возможно, получить по этой статье пару-тройку лет будет для Олега наилучшим выходом из создавшейся ситуации. Но сам Олег за решётку не хочет.                             | 20 февраля 2017 |
| 11      | Прекрасное зимнее утро Олег наконец-то встречает с любимой девушкой. Морозный узор на стёклах, мягкие простыни, завтрак в постель — идиллия. И завершающий аккорд — предложение расстаться навсегда.                                                                            | 21 февраля 2017 |
| 12      | Если единственный человек, который владеет секретной технологией, впал в кому, остаётся только надеяться на лучшее. Но Олегу некогда ждать — задание нужно выполнить как можно скорее.                                                                                          | 27 февраля 2017 |
| 13      | Секретная технология всё дальше от Олега. ЦРУ крайне недовольно результатами. Самое время сменить тактику и забухать. | 28 февраля 2017 |
| 14      | Когда до заветной технологии остается последний шаг, Олега увольняют из «Газпрома». Миссия под угрозой. | 1 марта 2017    |
| 15      | Что остаётся делать безработному агенту ЦРУ? Олег ищет себе новую работу. И всё ближе подбирается к секретной технологии. | 2 марта 2017    |
| 16      | Как Олегу стать ненцем и не потерять свою любовь? Тем более, если на другой чаше весов должность генерального директора и ненецкая принцесса с приданым. | 6 марта 2017    |
| 17      | Олег готов к эвакуации. Но выехать из страны, не вызывая подозрений, крайне тяжело. Один неверный шаг, и агент Эштон Айви во всех мировых новостях. | 7 марта 2017    |

#### Сезон 2
| № серии | Описание серии | Премьера      |
| ------- | --- | ------------- |
| 1 (18)  | Нагорняк на пенсии, его пнули из «Газпрома». На его месте теперь сидит наглая молодая девчонка, чей отец — шишка в Москве. К Нагорняку на виллу в Испании приходит Олег. Нагорняк не ожидал гостя: думал, что тот разбился на вертолёте. Олег обращается за помощью к Нагорняку с просьбой вытащить Марину из России. | 18 марта 2019 |
| 2 (19)  | ЕГ рассказывает Олегу о том, что «ТынзянГаз» (фирму, которую в первом сезоне Олег организовал с ненцами) вот-вот купят китайцы. Ему нужно, чтобы Олег не дал этому случиться и вернул контроль над Тынзяном «Газпрому».                                                                                               | 18 марта 2019 |
| 3 (20)  | Марина узнаёт, что Олег жив. Но ему не до встречи с любимой. Чтобы выполнить задание ЕГ, Олегу нужен глава ненцев Хасава. Но как найти его в бескрайней тундре? | 19 марта 2019 |
| 4 (21)  | Чтобы выудить нужную информацию у Сатане, Олег приглашает её на свидание. Он говорит, что порвал с Мариной. Но Марина пока не в курсе этого. | 19 марта 2019 |
| 5 (22)  | Чтобы развалить сделку с китайцами, ЕГ просит Олега помириться с Сатане, но тот стремится наладить отношения с Мариной. | 19 марта 2019 |
| 6 (23)  | Олег и Сатане едут в тундру для встречи с её отцом. В итоге они оказываются наедине в романтической обстановке. В это время Валера по приказу ЕГ следит за Олегом, но почему-то совсем в другом месте. | 20 марта 2019 |
| 7 (24)  | Олег хочет остановить продажу месторождения, но Сатане уже согласовала договор в «Газпроме». Сегодня он должен улететь в Москву. Олег пытается помешать этому всеми возможными способами. | 20 марта 2019 |
| 8 (25)  | Раздражённый ЕГ временно отстраняет Олега и Валеру от дел, поручив следить друг за другом. Олег пытается понять причину волнения ЕГ и сбросить Валеру с хвоста. | 21 марта 2019 |
| 9 (26)  | Олег просит ЦРУ о помощи. Брансон присылает Олегу информацию о том, что глава «Газпром Добыча ЯНАО» Елизавета Сергеевна — женщина с весьма интересной биографией. | 21 марта 2019 |
| 10 (27) | Олег предлагает Марине расстаться для дела, чтобы Сатане не ревновала. Одновременно он признаётся Сатане, что работает в российских спецслужбах. Что ответят девушки? | 25 марта 2019 |
| 11 (28) | Олег запутался в отношениях с Мариной и Сатане. Но и это ещё не все проблемы. Чтобы стать генеральным директором «ТынзянГаза», он должен подсидеть Сатане. | 25 марта 2019 |
| 12 (29) | ЕГ приказывает Олегу развалить сделку с китайцами, но в ответ Олег ставит свои условия. В это время и Сатане, и Марина одновременно назначают ему интимное свидание. | 26 марта 2019 |
| 13 (30) | По заданию ЕГ Олег и Валера ищут компромат на сити-менеджера Ноябрьска. В это время Марина собирается выяснить отношения с Сатане. | 26 марта 2019 |
| 14 (31) | Олег предлагает Нагорняку сговор за спиной ЕГ. Пока Олег занят отношениями с Сатане, Марина начинает флиртовать с давним знакомым Алексеем. | 27 марта 2019 |
| 15 (32) | ЕГ помещает Олега под домашний арест. Алексей ухаживает за Мариной, а Валера подходит совсем близко к тайне американского шпиона. | 27 марта 2019 |
| 16 (33) | Олег, Сатане и Лиза никак не могут найти таинственного третьего учредителя «ТынзянГаза». Валера пытается вернуть расположение Олега. | 28 марта 2019 |
| 17 (34) | Сатане хочет близости с Олегом. Он запутался в своих чувствах к ней и Марине. Тем временем продажа месторождения выходит на финишную прямую. | 28 марта 2019 |
| 18 (35) | Олег обещает Марине рассказать все свои тайны, но получает звонок от ЕГ, что у него находятся заложники. Алексей возвращает Марине деньги, которые у неё украл бывший муж. | 1 апреля 2019 |
| 19 (36) | Оказывается, что разрушить сделку с китайцами — это лишь часть плана ЕГ. Олег, не зная всего, попадает в ловушку. | 1 апреля 2019 |
| 20 (37) | У Олега есть пара часов, чтобы успеть улететь из России. Он признаётся Марине в том, что является агентом ЦРУ. Но полетит ли она с ним? И вообще — поверит ли? | 2 апреля 2019 |

## Производство телесериала
- Съёмки первого сезона сериала проходили с декабря 2015 года по июнь 2016 года. С 11 февраля по 16 марта 2016 года снимали в Мурманской области[3], а именно — в селе Ловозеро и городах Оленегорске, Коле и Мурманске[4].
- 28 февраля 2016 года во время съёмок сериала в Мурманске исполнитель главной роли Леонид Бичевин получил травму: растяжение суставных связок ноги и вынужден был в течение некоторого времени передвигаться на костылях[5].
- Премьерный показ пилотной серии телесериала состоялся в Омске 27 апреля 2016 года[6] в рамках внеконкурсной программы «Движение. Навстречу» на IV Национальном кинофестивале дебютов «Движение»[7][8].
- В пилотной серии роль начальника ФСБ Евгения Евдокимова сыграл Леонид Каневский[9].
- Жители города Ноябрьска, не дожидаясь премьеры сериала в эфире «ТНТ», заявили о том, что проект задел их патриотические чувства и исказил облик их города. В социальные сети ноябрянами был запущен хештег #ЯмалЛучшеЧемВКино[10][11][12], по которому публикуются фото из Ноябрьска и других городов[13].
- Со 2 октября 2017 года по 12 мая 2018 года проходили съёмки второго сезона, режиссёром которого стал исполнитель роли Павла Михайловича Логунова Александр Назаров.